# Stereophyllum woodii
Stereophyllum woodii là một loài Rêu trong họ Stereophyllaceae. Loài này được (Sim) Magill miêu tả khoa học đầu tiên năm 1979.